# Strychnos
Genre

Strychnos est un genre de plantes à fleurs dicotylédones de la famille des Loganiaceae, à répartition pantropicale, qui  regroupe environ 170 espèces acceptées.
Ce sont des arbustes, des lianes ou de petits arbres souvent épineux, à feuilles opposées. Le fruit est une baie plus ou moins charnue, et dans le cas de l'espèce la plus connue (Strychnos nux-vomica), les graines très toxiques (appelées « noix vomiques »), contiennent divers alcaloïdes, notamment de la strychnine.

## Étymologie
Le nom générique « Strychnos » est un terme latin qui désignait chez Pline la morelle noire (Solanum nigra). Ce terme, emprunté au grec, est dérivé de στρύχνον (strúkhnon) qui désigne, chez plusieurs auteurs grecs de l'Antiquité, plusieurs espèces de plantes toxiques (solanées).

## Caractéristiques générales
Les plantes du genre Strychnos sont des arbres, des arbustes ou des lianes. Ces dernières sont munies de vrilles axillaires crochues, simples ou doubles, parfois avec des épines axillaires .
Les feuilles, pétiolées à parfois subsessiles, sont opposées-décussées, au limbe entier, présentant de 3 à 7 nervures près de la base et 1 à 3 paires de nervures secondaires, incurvées près du bord chez certaines espèces. Les stipules sont  absentes ou réduites à une arête ciliée, droite, reliant la base des pétioles,.
Les inflorescences sont des cymes thyrsoïdes, axillaires ou terminales, simples ou paniculées, entourées de bractées en écailles. Les fleurs, pédicellées ou sessiles, ont une symétrie tétra- ou pentamère, et présentent un calice composé de 4 ou 5 lobes, parfois très profondément découpés, et une corolle en tube, campanulée ou en forme de plateau, avec 4 ou 5 lobes, à préfloraison valvaire. Les étamines, au nombre de 4 ou 5, à filaments courts, généralement filiformes, sont insérées dans le tube de la corolle. Les anthères, orbiculaires à étroitement oblongues, sont en général exsertes mais parfois incluses. Le pistil comprend un ovaire uni- ou biloculaire, avec un nombre variable d'ovules par loge, surmonté d'un style cylindrique moyennement long, sans division et d'un stigmate capité,.
Les fruits sont des baies, généralement globuleuses à ellipsoïdes, de couleur orange ou rouge à maturité, à écorce dure, lisse à faiblement verruqueuse, glabre. La pulpe charnue, est généralement orange. 
Les graines, plus ou moins  nombreuses (1 à 15), sont aplaties ou globuleuses, de forme circulaire à elliptique, au tégument soyeux, feutré ou scabre et glabre. Elles présentent un embryon spatulé petit, et un albumen corné et dur. Les cotylédons sont en forme de feuille,.

### Cytologie
Le nombre chromosomique de base du genre Strychnos est x = 11 ou 12. Les cas de polyploïdie et dysploïdie sont nombreux.
Le nombre diploïde de chromosomes chez les différentes espèces  du genre qui ont fait l'objet d'analyses varie de 2n =24 chez Strychnos spinosa, Strychnos nux-vomica et Strychnos  minor à 2n = 110 (décaploïde) chez Strychnos brasiliensis.
La valeur la plus courante est 2n = 44, tandis que la valeur 2n = 36 est rencontrée chez Strychnos aculeata et 2n = 88  chez Strychnos angolensis et Strychnos malacoclados,.

## Propriétés
Lorsque l'on évoque le nom Strychnos, ce sont donc les mots « strychnine », « poison », « mort-aux-rats » qui viennent généralement à l'esprit de tout un chacun. Or, contrairement à ce que ces idées préconçues pourraient laisser croire, la présence de strychnine dans le genre Strychnos semble relativement rare. Plusieurs espèces de lianes du genre Strychnos servent en revanche à la préparation de poisons appelés  curares.
Les plantes du genre Strychnos sont riches en alcaloïdes, qui ont d'importantes activités biologiques et un grand intérêt médicinal. Plus de 300 alcaloïdes différents ont été isolés à partir de ces plantes.
L'un des plus connus parmi ces alcaloïdes est la strychnine, mais sa présence n'a été démontrée que chez sept espèces : trois espèces asiatiques (Strychnos nux-vomica L., Strychnos ignatii P. Bergius et Strychnos wallichiana Steud ex DC.), une espèce australienne (Strychnos lucida R. Br.), deux espèces africaines (Strychnos icaja Baillon et Strychnos tienningsi)  et une espèce sud-américaine (Strychnos panamensis L.).
Certaines espèces sont même totalement inoffensives[réf. nécessaire], comme Strychnos innocua, dont le fruit est régulièrement consommé par la population locale, en Afrique.

## Taxonomie
Le genre Strychnos appartient à la tribu des Strychneae, qui comprend également deux autres genres, Gardneria et Neuburgia. Les trois genres se ressemblent beaucoup par leurs fleurs.
À la suite des travaux de Leeuwenberg en 1969, le genre a été subdivisé en 12 sections, dont plusieurs ont été depuis reconnues comme étant polyphylétiques :
| Sections         | Amérique | Afrique | Asie | Total |
| ---------------- | -------- | ------- | ---- | ----- |
| Strychnos        | 35       | -       | 18   | 53    |
| Rouhamon         | 9        | 11      | 1    | 21    |
| Breviflorae      | 20       | 12      |      | 32    |
| Penicillatae     | -        | 9       | 8    | 17    |
| Aculeatae        | -        | 1       | -    | 1     |
| Spinosae         | -        | 4       | -    | 4     |
| Brevitubae       | -        | 7       | 11   | 18    |
| Lanigerae        | -        | 12      | 20   | 32    |
| Phaeotrichae     | -        | 1       | -    | 1     |
| Densiflorae      | -        | 8       | -    | 8     |
| Dolichantae      | -        | 9       | -    | 9     |
| Schyphostrychnos | -        | 1       | -    | 1     |
| Total            | 64       | 75      | 58   | 197   |

### Synonymes
Selon GRIN (27 août 2019) :
- Atherstonea Pappe
- Lasiostoma Schreb.
- Rouhamon Aubl.
- Scyphostrychnos S. Moore

### Liste d'espèces
Selon The Plant List (27 août 2019) :
- Strychnos aculeata Soler.
- Strychnos acuta Progel
- Strychnos afzelii Gilg
- Strychnos alvimiana Krukoff & Barneby
- Strychnos amazonica Krukoff
- Strychnos angolensis Gilg
- Strychnos angustiflora Benth.
- Strychnos araguaensis Krukoff & Barneby
- Strychnos asperula Sprague & Sandwith
- Strychnos asterantha Leeuwenb.
- Strychnos atlantica Krukoff & Barneby
- Strychnos axillaris Colebr.
- Strychnos bahiensis Krukoff & Barneby
- Strychnos barnhartiana Krukoff
- Strychnos barteri Soler.
- Strychnos bicolor Progel
- Strychnos bifurcata Leeuwenb.
- Strychnos boonei De Wild.
- Strychnos brachiata Ruiz & Pav.
- Strychnos brachistantha Standl.
- Strychnos brachyantha Hemsl.
- Strychnos brasiliensis (Spreng.) Mart.
- Strychnos bredemeyeri (Schult.) Sprague & Sandwith
- Strychnos campicola Gilg
- Strychnos camptoneura Gilg & Busse
- Strychnos canthioides Leeuwenb.
- Strychnos castelnaeana Wedd.
- Strychnos cathayensis Merr.
- Strychnos cayennensis Krukoff & Barneby
- Strychnos cerradoensis Krukoff & Barneby
- Strychnos chlorantha Progel
- Strychnos chromatoxylon Leeuwenb.
- Strychnos chrysophylla Gilg
- Strychnos cocculoides Baker
- Strychnos cogens Benth.
- Strychnos colombiensis Krukoff & Barneby
- Strychnos congolana Gilg
- Strychnos courteti A.Chev.
- Strychnos croatii Krukoff & Barneby
- Strychnos cuminodora Leeuwenb.
- Strychnos cuniculina Leeuwenb.
- Strychnos dale De Wild.
- Strychnos davidsei Krukoff & Barneby
- Strychnos decorsei A.Chev.
- Strychnos decussata (Pappe) Gilg
- Strychnos densiflora Baill.
- Strychnos diaboli Sandwith
- Strychnos dinklagei Gilg
- Strychnos diplotricha Leeuwenb.
- Strychnos divaricans Ducke
- Strychnos dolichothyrsa Gilg ex Onochie & Hepper
- Strychnos duckei Krukoff & Monach.
- Strychnos ecuadoriensis Krukoff & Barneby
- Strychnos elaeocarpa Gilg ex Leeuwenberg
- Strychnos erichsonii M.R.Schomb. ex Progel
- Strychnos eugeniifolia Monach.
- Strychnos fallax Leeuwenb.
- Strychnos fendleri Sprague & Sandwith
- Strychnos floribunda Gilg
- Strychnos froesii Ducke
- Strychnos fulvotomentosa Gilg
- Strychnos gardneri A.DC.
- Strychnos glabra Sagot ex Progel
- Strychnos gnetifolia Gilg ex Onochie & Hepper
- Strychnos goiasensis Krukoff & Barneby
- Strychnos gossweileri Exell
- Strychnos grayi Griseb.
- Strychnos guianensis (Aubl.) Mart.
- Strychnos henningsii Gilg
- Strychnos hirsuta Spruce ex Benth.
- Strychnos icaja Baill.
- Strychnos ignatii P.J. Bergius
- Strychnos innocua Delile
- Strychnos javariensis Krukoff
- Strychnos jobertiana Baill.
- Strychnos johnsonii Hutch. & M.B.Moss
- Strychnos kasengaensis De Wild.
- Strychnos krukoffiana Ducke
- Strychnos lobelioides Krukoff & Barneby
- Strychnos longicaudata Gilg
- Strychnos lucens Baker
- Strychnos lucida R. Br.
- Strychnos macrophylla Barb. Rodr.
- Strychnos madagascariensis Poir.
- Strychnos malacoclados C.H. Wright
- Strychnos malacosperma Ducke & Fróes
- Strychnos malchairi De Wild.
- Strychnos matopensis S. Moore
- Strychnos mattogrossensis S.Moore
- Strychnos medeola Sagot ex Progel
- Strychnos melastomatoides Gilg
- Strychnos melinoniana Baill.
- Strychnos mellodora S. Moore
- Strychnos memecyloides S.Moore
- Strychnos millepunctata Leeuwenb.
- Strychnos mimfiensis Gilg ex Leeuwenberg
- Strychnos mitis S.Moore
- Strychnos mitscherlichii M.R.Schomb.
- Strychnos moandaensis De Wild.
- Strychnos mostueoides Leeuwenb.
- Strychnos myrtoides Gilg & Busse
- Strychnos ndengensis Pellegr.
- Strychnos neglecta Krukoff & Barneby
- Strychnos ngouniensis Pellegr.
- Strychnos nicaraguensis Huft
- Strychnos nigricans Progel
- Strychnos nigritana Baker
- Strychnos nitida G. Don
- Strychnos nux-blanda A.W. Hill
- Strychnos nux-vomica L.
- Strychnos odorata A. Chev.
- Strychnos oiapocensis Fróes
- Strychnos ovata A.W. Hill
- Strychnos pachycarpa Ducke
- Strychnos panamensis Seem.
- Strychnos panganensis Gilg
- Strychnos panurensis Sprague & Sandwith
- Strychnos parviflora Spruce ex Benth.
- Strychnos parvifolia A.DC.
- Strychnos peckii B.L.Rob.
- Strychnos pentantha Leeuwenb.
- Strychnos phaeotricha Gilg
- Strychnos poeppigii Progel
- Strychnos potatorum L.f.
- Strychnos progeliana Krukoff & Barneby
- Strychnos pseudoquina A. St.-Hil.
- Strychnos puberula McPherson
- Strychnos pubiflora Krukoff
- Strychnos pungens Soler.
- Strychnos ramentifera Ducke
- Strychnos recognita Krukoff & Barneby
- Strychnos retinervis Leeuwenb.
- Strychnos ridleyi King & Gamble
- Strychnos romeu-belenii Krukoff & Barneby
- Strychnos rondeletioides Spruce ex Benth.
- Strychnos rubiginosa A.DC.
- Strychnos samba J. Duvign.
- Strychnos sandwithiana Krukoff & Barneby
- Strychnos scheffieri Gilg
- Strychnos scheffleri Gilg
- Strychnos schultesiana Krukoff
- Strychnos schunkei Krukoff & Barneby
- Strychnos solerederi Gilg
- Strychnos solimoesana Krukoff
- Strychnos soubrensis Hutch. & Dalziel
- Strychnos spinosa Lam.
- Strychnos splendens Gilg
- Strychnos staudtii Gilg
- Strychnos subcordata Spruce ex Benth.
- Strychnos talbotiae S. Moore
- Strychnos tarapotensis Sprague & Sandwith
- Strychnos tchibangensis Pellegr.
- Strychnos ternata Gilg
- Strychnos tomentosa Benth.
- Strychnos torresiana Krukoff & Monach.
- Strychnos toxifera R.H.Schomb. ex Lindl.
- Strychnos tricalysioides Hutch. & M.B. Moss
- Strychnos trichoneura Leeuwenb.
- Strychnos trinervis (Vell.) Mart.
- Strychnos tseasnum Krukoff & Barneby
- Strychnos urceolata Leeuwenb.
- Strychnos usambarensis Gilg ex Engl.
- Strychnos variabilis De Wild.
- Strychnos wallichiana Steud. ex A. DC.
- Strychnos xantha Leeuwenb.
- Strychnos xinguensis Krukoff
- Strychnos xylophylla Gilg
- Strychnos zenkeri Gilg ex Baker

## Distribution
L'aire de répartition originelle du genre Strychnos comprend la plupart des régions tropicales et subtropicales du monde. Elle inclut notamment l'Amérique du Nord (Mexique), l'Amérique centrale et les Antilles et l'Amérique du Sud jusqu'au Paraguay, l'Afrique subsaharienne et Madagascar, le sous-continent indien, l'Asie du Sud et du Sud-Est (Sud de la Chine, péninsule indochinoise, Indonésie, Philippines), l'Australasie : Nouvelle-Guinée, Australie (Nouvelle-Galles du Sud, Queensland).
Les espèces du genre Strychnos se répartissent en trois groupes géographiques distincts : Afrique, Amérique et Asie-Australie. La seule exception est Strychnos potatorum qui se rencontre à la fois en Afrique et en Asie.